# Propanoplosaurus
Propanoplosaurus marylandicus
Genre
Espèce
Propanoplosaurus est un genre éteint de dinosaures Nodosauridae herbivores de la formation de Patuxent (en) du Crétacé précoce du Maryland, aux États-Unis. Son spécimen type est un moulage naturel et un moulage naturel partiel d'un petit animal. Le type et seule espèce connue est Propanoplosaurus marylandicus.

## Découverte et dénomination

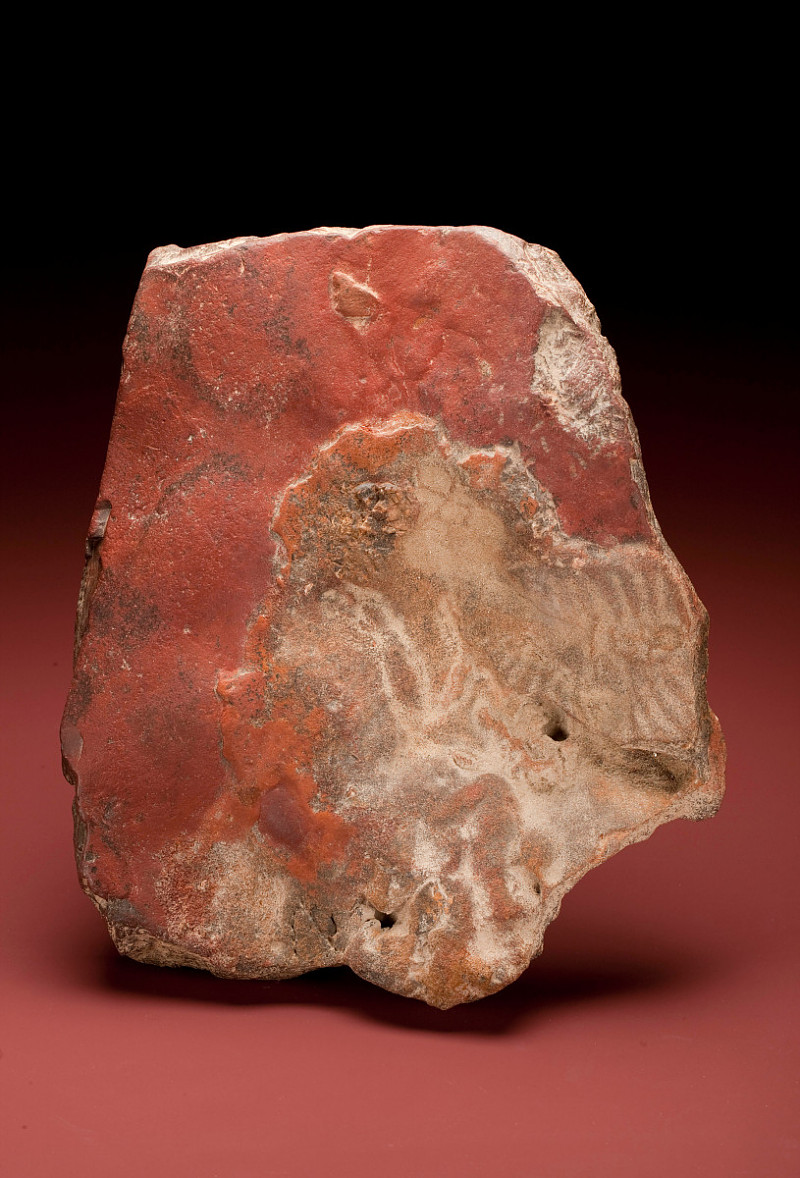
Holotype.

À partir de 1994, Ray Stanford a mis au jour une ichnofaune (traces d'activité animale fossilisées) dans le Maryland, près de la frontière avec Washington D.C. En même temps que des empreintes de dinosaures, les empreintes d'un Nodosauridae nouveau-né ont été trouvées par Stanford en 1997.
L'espèce type Propanoplosaurus marylandicus a été nommée et décrite par Stanford et al. en 2011. Le nom générique combine le préfixe latin pro~ avec le nom du genre Panoplosaurus car la nouvelle espèce vivait plus tôt que ce Nodosauridae déjà décrit - mais lui ressemblait beaucoup -. Le nom spécifique fait référence au Maryland.
L'holotype, USNM 540686, a été trouvé dans la Formation de Patuxent, datant de la fin de l'Aptien. Il se compose des empreintes de l'arrière de la tête ainsi que d'un moulage naturel de la cage thoracique, de quelques vertèbres, du membre antérieur droit, du fémur droit et d'un pied droit. L'animal est représenté couché sur le dos. Les auteurs ont rejeté la possibilité que le spécimen représente un pseudo fossile ou un embryon. Le spécimen est le premier squelette de Nodosauridae de la côte est, dont on ne connaissait auparavant que des dents de Nodosauridae nommés Priconodon, et le premier dinosaure nouveau-né de cette région.

## Description
Le spécimen a une longueur conservée de treize centimètres. La longueur totale de l'individu a été estimée entre vingt-quatre et vingt-huit centimètres. Seul le crâne présente des ostéodermes et les auteurs suggèrent qu'il s'agit d'un stade de développement commun à tous les Nodosauridae, ainsi qu'une longue section médiane du museau qui se caractérise par un motif croisé unique des plaques osseuses, probablement formé par les ostéodermes triangulaires des maxillaires.

## Classification
Propanoplosaurus a été assigné par les descripteurs aux Nodosauridae,.